# Uitvoer (automatisering)
De uitvoer is het begrip in de informatica voor de weergave van de resultaten die door een computer zijn berekend.
De apparatuur die bij een computer wordt gebruikt om de in- en uitvoer mogelijk te maken, wordt randapparatuur genoemd. Randapparatuur bedoeld voor de uitvoer is bijvoorbeeld:
- beeldscherm en videoprojector
- hoofdtelefoon en luidspreker
- plotter en printer
- 3D-printer

Apparatuur die voor zowel in- als uitvoer geschikt is, hoewel die voor een groot deel door de USB-stick en door online diensten is vervangen:
- diskettestation
- cd- en dvd-brander